# Ümit Korkmaz
Ümit Korkmaz (født 17. september 1985 i Wien, Østrig) er en østrigsk fodboldspiller af tyrkisk afstamning, der spiller som kantspiller hos Karabakh Wien. Han har tidligere spillet for blandt andet FC Ingolstadt 04 og Eintracht Frankfurt i Tyskland samt SK Rapid Wien i hjemlandet.

## Landshold
Ümit står (pr. april 2018) noteret for 10 kampe for Østrigs landshold. Han var blandt andet en del af landets trup til EM i 2008 på hjemmebane.

## Personlige liv
Korkmaz er født af tyrkiske forældre.